# Protaetia petrovi
Protaetia petrovi är en skalbaggsart som beskrevs av Gusakov 2007. Protaetia petrovi ingår i släktet Protaetia och familjen Cetoniidae. Inga underarter finns listade i Catalogue of Life.